# Corporate Social Responsibility
Corporate Social Responsibility (CSR) oder gesellschaftliche Unternehmensverantwortung, auch Unternehmerische Sozialverantwortung, bezeichnet die Integration von ökologischen, sozialen und wirtschaftlichen Faktoren in die Unternehmenstätigkeit auf freiwilliger und manchmal auch rechtlicher Basis. Die Aktivitäten der Unternehmen werden hier im weitesten Sinne verstanden: wirtschaftliche Aktivitäten, interne Interaktionen (Arbeitnehmer, Manager, Aktionäre) und externe Interaktionen (Lieferanten, Kunden).
Die CSR entwickelte sich ursprünglich aus Forderungen der Zivilgesellschaft (religiöse, ökologische, humanitäre Gruppen und Verbände) nach einer besseren Berücksichtigung der ökologischen und sozialen Auswirkungen der Unternehmenstätigkeit, die sich insbesondere aus den seit den 1970er Jahren auftretenden globalen Umweltproblemen ergaben. Die CSR wird in Europa häufig als die Umsetzung einer nachhaltigen Entwicklung im Unternehmen verstanden, die die drei Säulen Umwelt, Soziales und Wirtschaft umfasst. Diese Verknüpfung wurde durch die Teilnahme multinationaler Unternehmen am Erdgipfel von Rio 1992 und am Weltgipfel von Johannesburg 2002 verdeutlicht.
CSR und nachhaltige Entwicklung sind Gegenstand zahlreicher Debatten.

## Definition
Die Corporate Social Responsibility wird zunächst in Bezug auf den Begriff der Verantwortung definiert. Sie besteht also sowohl in der „Pflicht, über seine Handlungen Rechenschaft abzulegen“ (es geht um Berichterstattung, Audits usw.) als auch „die Konsequenzen zu tragen“ (es geht um Wiedergutmachungs- und Präventionsmaßnahmen).
Diese Definition ist jedoch erst dann wirksam, wenn geklärt ist:
1. gegenüber welchen gesellschaftlichen Akteuren diese Pflicht besteht und
2. welcher Art die Handlungen und Konsequenzen sind, die das Unternehmen zu tragen hat.

Daher kommt die Bedeutung, die die Norm ISO26000 (in Anlehnung an die Umwelt-, Sozial- und Governance-Kriterien) der Stellung der Stakeholder in der Unternehmensführung und dem „Dialog“ mit den Stakeholdern beimisst, mit denen sich die CSR-Pflicht eines jeden Unternehmens – je nach Fall auf kooperative oder konfliktträchtige Weise – herausbildet.
Folglich ist der für CSR-Maßnahmen geforderte oftmals „freiwillige“ Charakter nur im Gegensatz zu regulatorischen Anforderungen zu verstehen: In der Praxis investiert ein Unternehmen auch häufig unter wirtschaftlichem Zwang (z. B. durch seine Kunden oder Auftraggeber) in die Verbesserung seiner CSR.
Im europäischen Raum hat sich die im Grünbuch der Europäischen Kommission verankerte CSR-Definition als gemeinsames Verständnis etabliert:

„Konzept, das den Unternehmen als Grundlage dient, auf freiwilliger Basis soziale Belange und Umweltbelange in ihre Unternehmenstätigkeit und in die Wechselbeziehungen mit den Stakeholdern zu integrieren.“

Die Definition der Europäischen Kommission nennt soziale Belange und Umweltbelange als zwei zentrale Punkte für CSR. Erweitert man diese um die ökonomischen Belange, erhält man die drei Dimensionen der Nachhaltigkeit (vgl. auch Drei-Säulen-Modell). In einem neueren Dokument (COM(2011) 681 final) wird die CSR-Definition etwas verkürzt:

„die Verantwortung von Unternehmen für ihre Auswirkungen auf die Gesellschaft“

und soll nun mit internationalen Definitionen besser übereinstimmen.
Sozial verantwortlich zu handeln bedeutet nicht nur, die geltenden rechtlichen Verpflichtungen vollständig zu erfüllen, sondern auch darüber hinauszugehen und „mehr“ in Humankapital, Umwelt und die Beziehungen zu den Stakeholdern zu investieren;
Die soziale Verantwortung der Unternehmen sollte jedoch nicht als Ersatz für die Regulierung oder Gesetzgebung in Bezug auf soziale Rechte oder Umweltstandards gesehen werden, einschließlich der Entwicklung geeigneter neuer Gesetze. Auch wenn die soziale Verantwortung der Unternehmen hauptsächlich von großen oder multinationalen Unternehmen gefördert wird, ist sie für alle Arten von Unternehmen und alle Wirtschaftszweige von Bedeutung, von KMU bis hin zu multinationalen Unternehmen. Eine Reihe von Unternehmen, die gute Ergebnisse im sozialen Bereich oder im Umweltschutz erzielen, deuten darauf hin, dass diese Aktivitäten zu einer besseren Leistung führen und mehr Gewinne und Wachstum generieren können. Finanzinstitute greifen zunehmend auf soziale und ökologische Kriterien zurück, um das Kredit- oder Investitionsrisiko gegenüber Unternehmen zu bewerten.
Im modernen Verständnis wird CSR zunehmend als ein ganzheitliches, alle Nachhaltigkeitsdimensionen integrierendes Unternehmenskonzept aufgefasst, das alle „sozialen, ökologischen und ökonomischen Beiträge eines Unternehmens zur freiwilligen Übernahme gesellschaftlicher Verantwortung, die über die Einhaltung gesetzlicher Bestimmungen (Compliance) hinausgehen“, beinhaltet.

### Verwandte Begriffe
Vor allem im angloamerikanischen Sprachgebrauch, zunehmend aber auch im deutschsprachigen Raum, werden in der Diskussion um die Rolle und die Verantwortung von Unternehmen in der Gesellschaft auch verwandte Begriffe wie Corporate Responsibility oder Corporate Citizenship (CC) verwendet.
Während die Begriffe CSR und Corporate Citizenship in der unternehmerischen Praxis oftmals als Synonym verwendet werden, hat sich in der deutschsprachigen Literatur eine klare Position zum Verhältnis der beiden Konzepte herausgebildet: Corporate Citizenship (CC) stellt demnach nur einen Teil der gesellschaftlichen Verantwortung von Unternehmen dar und bezeichnet das über die eigentliche Geschäftstätigkeit hinausgehende Engagement von Unternehmen zur Lösung sozialer Probleme im lokalen Umfeld des Unternehmens. Somit reduziert sich CC im Wesentlichen auf Sponsoring, Spenden und Stiftungen.
Marketinginstrumente und -maßnahmen, die das Ziel haben, CSR auszudrücken, werden auch Corporate Social Initiatives (CSI) genannt.
 Environment, Social and Governance (ESG) bezeichnet eine Reihe von Bewertungsmaßstäben für CSR-Aktivitäten in den drei Kernbereichen Umwelt, Soziales und Unternehmensführung. Die Maßstäbe können von Kapitalgebern oder Stakeholdern genutzt werden, um die CSR-Konformität der Unternehmen zu bewerten.

## Geschichte

### Vielfältige Ursprünge

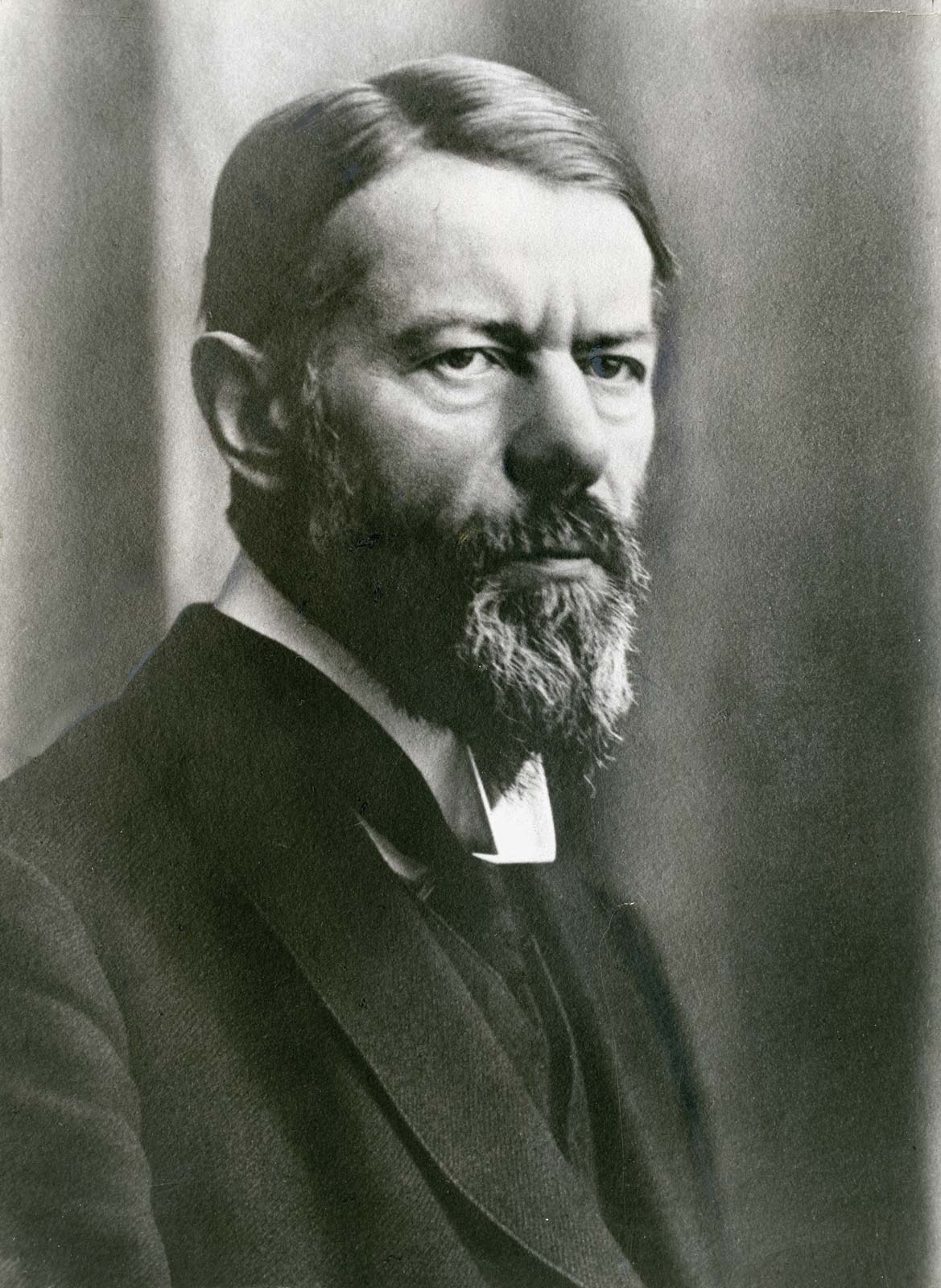
Max Weber verdanken wir die Einsicht, dass es eine enge Verbindung von Religion und der Entwicklung des modernen Kapitalismus gibt

Die Frage sozialer Verantwortung von Unternehmen ist eng mit der Religion im Allgemeinen und der protestantischen Religion im Besonderen verbunden. Max Weber zeigt auf, wie die protestantische Religion eine strukturierende Rolle bei der Entwicklung des Kapitalismus gespielt hat. Der Begriff der sozialen Unternehmensverantwortung (CSR) ist dabei ein wichtiger Bestandteil des Kapitalismus.
Man geht davon aus, dass die soziale Verantwortung der Unternehmen ihre Wurzeln unter anderem auch im utopischen Sozialismus des deistischen Briten Robert Owen hat, der als Gründervater der Genossenschaftsbewegung und des britischen Sozialismus bekannt ist. Owen gründete zwischen 1820 und 1860 Genossenschaften auf beiden Seiten des Atlantiks. Der amerikanische Geschäftsmann Francis Cabot Lowell und seine Partner gründeten in Waltham bei Boston die Boston Manufacturing Company, eine Spinnerei, die als Geburtsstätte der amerikanischen industriellen Revolution gilt. Lowell setzte dabei einen sozialen Ansatz um, der sich an Owens Genossenschaftsmodell orientierte, und entwickelte ein neues Industriesystem, ohne dabei ein Proletariat im europäischen Wortsinn zu schaffen.

### Der Gesellschaftsvertrag des unternehmerischen Paternalismus
Einer der wichtigsten amerikanischen Vertreter des Paternalismus, Samuel D. Warren, setzte im 19. Jhd. in seinem Unternehmen, der S.D. Warren Company, einem damals führenden Unternehmen in der Papierindustrie, ein paternalistisches Management durch, das Gewerkschaften in einem stark gewerkschaftlich organisierten Sektor ablehnte. Er propagierte stattdessen ein System des Gebens und Nehmens zwischen Arbeitgeber und Arbeitnehmer, in dem wirtschaftliche Sicherheit und sozialer Schutz im Gegenzug für Loyalität und den Verzicht auf jede Form von gewerkschaftlicher Aktivität gewährleistet wurden. Dieses Modell bestand bis in die späten 1960er.

### Spätes 19. Jhd. und frühes 20. Jhd.
Die soziale Verantwortung ist ein Thema, mit dem sich Führungskräfte in den USA seit dem Ende des 19. Jahrhunderts im Rahmen philanthropischer Aktivitäten auseinandersetzen. Einer der Hauptvertreter dieser Bewegung war Andrew Carnegie, der in Das Evangelium des Reichtums, die Verantwortung reicher Geschäftsleute untersuchte und argumentierte, dass reiche Unternehmer ein bescheidenes Leben führen und jeglicher überschüssiger Reichtum der Gesellschaft zugeführt werden sollte.
Unter den Protestanten entwickelten sich neue Ideen über die Beziehung zwischen Unternehmen und Gesellschaft. Diese Theorien gingen davon aus, dass Eigentum kein absolutes Recht ist und nur in dem Sinne gerechtfertigt werden kann, insofern privates Kapital das Wohlergehen der gesamten Gemeinschaft steigert. Wichtige Vertreter dieser Theorien waren Chester Barnard, Henry Ford, Alfred P. Sloan, Thomas Edison und Charles Coffin.
Die Katholische Religion wiederum nahm mit Leo XIII. und der Enzyklika Rerum novarum (1891) Stellung: Reiche und Arbeitgeber dürfen Arbeiter keinesfalls wie Sklaven behandeln; es ist wichtig, ihre Würde zu achten. Pius XI. nahm diese Frage in der Enzyklika Quadragesimo anno (1931) wieder auf. Johannes Paul II. begann in seiner Enzyklika Centesimus annus (1991) das Thema Ökologie anzusprechen, da er der Ansicht war, dass der Mensch die Ressourcen des Planeten in übermäßiger und planloser Weise verbraucht.
In den Vereinigten Staaten, wo die Religion eine weitaus größere Rolle spielt als in Europa, entwickelten sich mit der sozialen Verantwortung der Unternehmen (corporate social responsibility) auch andere Formen wie das sozialverantwortliche Investieren (SRI), das ursprünglich von verschiedenen religiösen Konfessionen wie den Quäkern getragen wurde.

### Entstehung des Begriffs: Howard Bowen (1953)
Der explizite Begriff der Corporate Social Responsibility taucht in den 1950er und 1960er Jahren in der englischsprachigen Unternehmensliteratur mit Howard Bowens Social Responsibilities of the Businessman‚ (1953) und George Goyders The Responsible Company (1961) auf. Diese Ansätze wurden von diversen Forschern theoretisch weiterentwickelt (siehe insbesondere die Arbeiten der Schule von Montréal und Arbeiten, die sich auf die Regulationstheorie beziehen).

### Akademische Entwicklungen
Ab Ende der 1950er Jahre hielt die soziale Verantwortung von Unternehmen Einzug in die akademische Welt der USA. Im Folgenden einige Schlüsseldaten:
- 1959: Bericht der Ford Foundation, in dem neue Kurse für Business Schools empfohlen werden, die sich mit dem rechtlichen, sozialen und politischen Umfeld von Unternehmen befassen;
- 1967: Die American Association of Collegiate Schools of Business (AACSB) führt das Thema Beziehungen des Unternehmens und der Umwelt ein;
- 1971: Die Academy of Management schafft die Abteilung Social Issues in Management;
- 1980: Gründung der Society for Business Ethics (SBE) mit Unterstützung der American Philosophical Association.

Seit Anfang der 1960er Jahre wurden an den größten Universitäten und Business Schools die ersten Kurse eingerichtet, die sich mit der Beziehung zwischen Unternehmen und Gesellschaft befassten, und bis 1974 boten diese Einrichtungen in den USA 660 Kurse für über 65.000 Studierenden an.

### Stakeholder Theorie
1984 definierte R. Edward Freeman den Begriff des Stakeholders, der eine zentrale Rolle in der sozialen Verantwortung von Unternehmen spielen wird: „Ein Stakeholder in der Organisation ist (per Definition) jede Gruppe von Individuen oder jedes Individuum, das sich auf die Erreichung der Organisationsziele auswirken kann oder davon betroffen ist“. Das Wort Stakeholder ist ein Neologismus, der sowohl mit dem Begriff Stockholder (Bezeichnung für den Aktionär) als auch mit dem Begriff Shareholder (Bezeichnung für diejenigen, die am Gewinnen teilhaben, einschließlich der Aktionäre) spielt und mit dem Ziel konstruiert wurde, das Bewusstsein für die ökologischen und sozialen Auswirkungen der Unternehmenstätigkeit zu schärfen und über die von den Aktionären geforderte bloße wirtschaftliche Rentabilität hinaus zu handeln.
1997 veröffentlichten Mitchell, Agle und Wood eine einflussreiche Arbeit, in der sie :
- die Definitionen der Stakeholder von 1963 bis 1995 diskutieren ;
- die Beziehungen von Unternehmen zu Stakeholdern anhand von drei Attributen klassifizieren: Legitimität (normativ), Macht und Dringlichkeit (empirisch);
- eine Typologie von Stakeholdern konstruieren, durch Vorhandensein/Fehlen dieser drei Attribute

Diese Typologie ermöglicht eine Analyse der Stakeholder nach dem so genannten Mitchell-Raster.

### 1990er Jahre
Auf dem Erdgipfel in Rio 1992 werden neben offiziellen politischen Vertretern und NGOs rund 50 multinationale Unternehmen eingeladen, die der Schweizer Geschäftsmann Stephan Schmidheiny im BCSD-Konsortium (Business Council for Sustainable Development) zusammengefasste. Der Kreis erweitert sich 1995 zum WBCSD (World Business Council for Sustainable Development).
Parallel dazu prägte der Berater John Elkington, Leiter der Beratungsfirma SustainAbility, den Begriff der Triple Bottom Line, um die Integration der drei sozialen, ökologischen und wirtschaftlichen Dimensionen der nachhaltigen Entwicklung in die CSR-Maßnahmen der Unternehmen auszudrücken. Diese werden zunehmend in die Steuerungsinstrumente der großen Konzerne integriert.

## Kontext
CSR ist die Antwort von Unternehmen auf eine Reihe von globalen Herausforderungen, die sich heute präsentieren:
- Klimawandel, der durch die höhere Konzentration von Treibhausgasen in der Atmosphäre verursacht wird und zu häufigeren und intensiveren extremen Wetterereignissen führt; Entwaldung (Amazonasgebiet, Zentralafrika, Südostasien); Biodiversitätskrise; fortschreitende Wüstenbildung;
- Bevölkerungswachstum, wobei die Weltbevölkerung bis zur Mitte des 21. Jahrhunderts voraussichtlich auf 9 Milliarden Menschen anwächst
- soziale Ungleichheiten, wobei die Kluft zwischen den Reichsten der reichen Länder und den Ärmsten der armen Länder immer größer wird
- die Zunahme von globalen Risiken: nukleare Proliferation, Gesundheitsrisiken (Ausweitung der Verbreitungsgebiete bestehender Viren, mögliche Pandemien...), Risiken im Zusammenhang mit Computernetzwerken, Risiken im Zusammenhang mit der Manipulation von Lebewesen und Biotechnologie (Klonen, GVO...), Nanotechnologie etc.

In diesem Zusammenhang implementieren Unternehmen im Rahmen des CSR-Managements folgende Instrumente:
- Definition einer Geschäftsethik, die in einer Unternehmenscharta formalisiert wird
- Stakeholder-Analyse des Unternehmens, über die Aktionäre hinaus (d. h. alle Akteure, die ein Interesse an der Unternehmensführung haben: Kunden, Lieferanten, Angestellte, lokale Verbände, Gebietskörperschaften, die durch NGOs vertretene Zivilgesellschaft...)[31]
- Strategische Frühaufklärung: insbesondere in den Bereichen Umwelt, Soziales, Gouvernance und Compliance;
- Nichtfinanzielle Berichterstattung, die neben finanziellen auch Nachhaltigkeitskennzahlen kommuniziert
- Korrelation zwischen sozialem Engagement und Unternehmenserfolg

Der CSR-Ansatz kann unter anderem die Umsetzung neuer Vorschriften ermöglichen, unabhängig davon, ob es sich um ein großes, mittleres oder kleines Unternehmen in den Industrieländern oder in den Entwicklungsländern handelt. Die Vorteile liegen in einer besseren „Kontextualisierung“ der wirtschaftlichen Aktivitäten der Unternehmen, einer besseren Strukturierung der Beziehungen zu den Stakeholdern und theoretisch einer besseren Unternehmensführung. Jedes Unternehmen passt diesen Ansatz an seinem eigenen Rhythmus und seiner eigenen Kultur an.

## CSR und Nachhaltige Entwicklung

### Konvergenz der zwei Begriffe
Bis in die 1990er Jahre liefen die Begriffe CSR und nachhaltige Entwicklung getrennt und parallel zueinander; der eine wurde ab den 1960er Jahren hauptsächlich von amerikanischen Akademikern (Business Ethics) und Pionierunternehmen (die sich in der Vereinigung Business Social Responsibility zusammengeschlossen haben) propagiert; die andere entstand in wissenschaftlichen Kreisen der International Union for Conservation of Nature (IUCN) ebenfalls in den 1960er Jahren und stützte sich auf die Ideen einiger heterodoxer Ökonomen der damaligen Zeit (insbesondere Ignacy Sachs und dessen Konzept der Öko-Entwicklung), welche 1987 durch den Brundtland-Bericht populär wurden.
Im Jahr 1992 wurde das Konzept der nachhaltigen Entwicklung auf der Konferenz der Vereinten Nationen über Umwelt und Entwicklung in Rio de Janeiro weltweit anerkannt.
Im Zeitraum 1987–1997 wird der Prozess der Institutionalisierung der Verbindung zwischen CSR und nachhaltiger Entwicklung von „institutionellen Unternehmern“ vorangetrieben: Stephan Schmidheiny mit dem WBCSD und John Elkington mit SustainAbility bringen die Verbindung zwischen CSR und nachhaltiger Entwicklung zum Vorschein. In dieser Zeit werden die entscheidenden Weichen gestellt: Debatten und Einfluss auf internationale Organisationen, Theoretisierung auf der einen Seite, Vorschlag von konkreten Instrumenten auf der anderen Seite. In den letzten Jahren hat sich die CSR-Initiative zu einem der wichtigsten Instrumente entwickelt, die die internationale Gemeinschaft in die Lage versetzen, ihre Nachhaltigkeitsziele zu erreichen.

### Teilnahme multinationaler Unternehmen am Erdgipfel in Rio (1992)
Stephan Schmidheiny, ein schweizer Geschäftsmann, der einen großen, diversifizierten Konzern leitete, verfolgte seit den 1980er Jahren eine auf Philanthropie basierende CSR-Unternehmenspolitik. Auf internationalen Konferenzen lernte er den damaligen Generalsekretär der Vereinten Nationen Kofi Annan kennen, der ihm die Verantwortung für die Zusammenstellung einer „Industrie“-Gruppe für den Rio-Gipfel 1992 übertrug. Im Business Council for Sustainable Development (BCSD) vereinte er 50 große multinationale Unternehmen aus Europa, Japan und Nordamerika, um die globale Wirtschaft auf diesem Gipfel zu vertreten.
S. Schmidheiny und BCSD hatten auf der Rio-Konferenz einen bedeutenden Einfluss; so wurden beispielsweise in Artikel 30 der Agenda 21 die Erfolgsrezepte einiger großer Pionierunternehmen, hervorgehoben, um ihren Beitrag zur nachhaltigen Entwicklung zu demonstrieren. Die BCSD und S. Schmidheiny formulierten anschließend die Grundlagen der modernen CSR  in einem Buch dar: Changing Course: a global business perspective on development and the environment (1992). Der BCSD wird 1995 zum WBCSD (World Business Council for Sustainable Development) erweitert.

### Triple Bottom Line
John Elkington prägte 1994 das Modell der Triple Bottom Line, das direkt aus dem Drei-Säulen-Modell der nachhaltigen Entwicklung entwickelt wurde in einem Artikel Toward the sustainable corporation: Win-Win-Win Business Strategies for Sustainable Development. In seinem Ansatz wurde er stark vom World Business Council for Sustainable Development (WBCSD) beeinflusst.
1997 entwickelte er das Konzept der Triple Bottom Line in seinem Buch Cannibals with forks: the triple bottom line 21st century, in dem er die Notwendigkeit bekräftigte, die Ergebnisse von Unternehmen anhand von drei Kriterien zu bewerten: Wirtschaft, Umwelt und Soziales. Die Integration der drei Dimensionen Soziales, Ökologie und Ökonomie, die bereits dem Brundtland-Bericht zugrunde lagen, wurde auch als 3P „People, Planet, Profit“ (3P; People für Soziales, Planet für Umwelt, Profit für Wirtschaft) in den Titel des ersten Nachhaltigkeitsberichts von Shell übersetzt.
Ab 2001–2002 wurde die CSR in Europa als die Berücksichtigung der nachhaltigen Entwicklung durch die Unternehmen definiert; sämtliche modernen Steuerungsinstrumente werden anhand der „Triple Bottom Line“ strukturiert.

## Rechtlicher Rahmen
Der Begriff der sozialen Verantwortung von Unternehmen ist in erster Linie ein Begriff des Soft-Law, der also zunächst keine direkte rechtliche Haftung des Unternehmens als juristische Person begründen kann. Die Rechtswissenschaft stellt jedoch fest, dass die Verbindlichkeit von CSR als Dachkonzept auch im Sinne des harten Rechts auftreten kann, wenn CSR auf einer rechtlichen Verpflichtung beruht, die sich aus dem Vertragsrecht oder Gesetzen ergibt. In der europäischen Union hat die CSR Eingang in verschiedene Rechtsakte genommen, etwa kürzlich im Rahmen der CSRD von 2022.

### Internationale Abkommen
Die CSR entwickelte sich lange durch zwischenstaatliche und regionale Organisationen auf globaler Ebene. Sie schlägt sich in Grundsatzerklärungen, Empfehlungen und freiwilligen Standards nieder.
Seit den 1980er Jahren wurden die Begriffe des nachhaltigen Banking, des fairen Handels und der nachhaltigen Entwicklung vor allem von NGOs in die politische Debatte eingebracht. Diese wandten sich auch an Universitäten und Forschungszentren, um Studien zur Entwicklung von Instrumenten zur Ermittlung des Verantwortungsgrades von Unternehmen zu entwickeln. In den letzten Jahren hat sich die Politik darauf konzentriert, die internationalen Abkommen und Leitlinien in europäisches und deutsches Recht zu überführen.

#### Die Leitsätze der OECD
Die OECD-Leitsätze sind ein Vorläufer der CSR, die erstmals 1976 verfasst wurden. Sie wurden 1979, 1982, 1984, 1991, 2000 und 2011 überarbeitet und sind Empfehlungen und Leitlinien, die Regierungen an multinationale Unternehmen richten. Sie haben keinen bindenden Status.

#### Der Global Compact der Vereinen Nationen
Der Global Compact (deutsch: globaler Pakt) wurde im Januar 2000 auf dem Weltwirtschaftsforum von UN-Generalsekretär Kofi Annan ins Leben gerufen. Der Compact ist ein Verhaltenskodex mit zehn Grundsätzen, zu deren Einhaltung sich die beteiligten Unternehmen verpflichten. Dabei beziehen sich zwei dieser Grundsätze auf Menschenrechte, vier auf Arbeitsnormen, drei auf die Umwelt und der letzte auf die Korruptionsbekämpfung.

#### Die Principles for Responsible Investment
Die Principles for Responsible Investment, PRI, (deutsch: Prinzipien für verantwortliches Investieren) wurden im April 2006 von Kofi Annan in New York ins Leben gerufen. Die Prinzipien für verantwortliches Investieren sollen Versicherungsgesellschaften und andere institutionelle Anleger dazu bewegen, beim Asset-Management (Aktien und Anleihen) Umwelt-, Sozial- und Governance-Kriterien (ESG) zu berücksichtigen.

#### Die Äquator-Prinzipien
Die Äquatorprinzipien wurden im Juni 2003 eingeführt und 2006 und 2013 überarbeitet. Sie betreffen die Finanzierung von Entwicklungsprojekten (Industrie- oder Infrastrukturprojekte). Sie stellen einen Bezugsrahmen dar, um die mit diesen Projekten verbundenen ökologischen und sozialen Risiken zu identifizieren, zu bewerten und zu managen.

### Europäische Union
Die Europäische Kommission setzt sich seit ihrem ersten Grünbuch im Jahr 2001 für eine proaktive Politik im Bereich CSR (Corporate Social Responsibility) ein. Dies wurde gefolgt von einer Mitteilung im Jahr 2002, die 2006 erneuert wurde. Der proaktive und integrative Ansatz zwischen allen Interessengruppen wird mit der Einrichtung eines speziellen Forums zwischen 2002 und 2004 und anschließend eines „Bündnisses“ gefördert. Die KMU wurden dabei ebenfalls einbezogen und zu vollwertigen Akteuren, da sie im europäischen Wirtschaftsgefüge der Mitgliedstaaten allgegenwärtig sind. Ihnen wurde ein eigenes Programm gewidmet.
Der EU-Gipfel von Göteborg legte am 15. und 16. Juni 2001 die europäische Strategie für nachhaltige Entwicklung im Rahmen der Lissabon-Strategie fest. Die Strategie besagt, dass alle politischen Maßnahmen der europäischen Union nunmehr unter Berücksichtigung der nachhaltigen Entwicklung als Zielvorgabe entwickelt werden müssen. Die Strategie wurde auf der Tagung des Europäischen Rates im Juni 2011 in Brüssel überarbeitet.
In den Jahren 2011 bis 2014 wurde im Rahmen der Umsetzung der Corporate Social Responsibility (CSR)-Strategie 2011–2014 der Europäischen Kommission aufgezeigt, was erreicht wurde und was in der Zukunft noch zur Umsetzung bzw. darüber hinaus getan werden muss. Dabei wird auch die Funktion und Rolle der Europäischen Kommission bei der Umsetzung und Unterstützung aufgezeigt. Hierzu gibt es auch eine von der Europäischen Kommission gestartete öffentliche Konsultation mit dem Thema The European Commission’s strategy on CSR 2011–2014: achievements, shortcomings and future challenges, die bis zum 15. August 2014 Unionsbürger zur Diskussion und zu Beiträgen einlud. Diese CSR-Strategie soll der verstärkten Umsetzung der Grundsätze der sozialen Verantwortung von Unternehmen in der Europäischen Union dienen. Die Konsultation umfasst acht Bereiche. Die Ergebnisse der Konsultation werden von der Europäischen Kommission in einem Bericht zusammengestellt. Diese Ergebnissen und die eines „Multi-Stakeholder Forums“ werden bis November 2014 ausgewertet und sodann die Grundlage für die CSR-Politik der Europäischen Kommission nach 2014 bilden. Die Europäische Kommission hat am 16. April 2013 einen Vorschlag für eine Richtlinie vorgelegt. Dadurch sollen ab 2017 Unternehmen von öffentlichem Interesse verpflichtet werden, ihre Corporate Social Responsibility (CSR)-Konzepte weitgehend offenzulegen. Der Ministerrat billigte am 29. September 2014 einen Kompromisstext zum Richtlinienvorschlag COM(2013) 207 vom 16. April 2013.
Europäisches Parlament und Rat der Europäischen Union haben am 22. Oktober 2014 die Richtlinie 2014/95/EU erlassen. Sie richtet sich an alle Mitgliedstaaten und fordert dazu auf, ihre Regelungen bis zum 6. Dezember 2016 in nationales Recht umzusetzen. In Deutschland erfolgte die Umsetzung verspätet mit dem am 19. April 2017 in Kraft getretenen CSR-Richtlinie-Umsetzungsgesetz.
Die Europäische Union hat darüber hinaus eine Reihe von weiteren Richtlinien und Verordnungen mit CSR-Bezug verabschiedet, darunter:
- zum Schutz und Bewirtschaftung von Wasser im Jahr 2000 (Einteilung in Flusseinzugsgebiete, Festlegung von Verschmutzungsschwellen)[52]
- zur Erhaltung der Fischbestände im Jahr 2002[53]
- über persistente organische Schadstoffe und die biologische Abbaubarkeit von Detergenzien im Jahr 2004[54]
- die Abfallbehandlung im Jahr 2006 (Begrenzung, Sammlung, Beseitigung, Recycling)[55]
- die seit 2007 geltende REACH-Verordnung für Chemikalien.[56]
- die CSR-Richtlinie von 2014[57]
- die aktualisierte CSRD von 2022[58]

### CSR-Normen und Label

#### Internationale Normen
- ISO 14000: Diese Norm zielt darauf ab, die Auswirkungen der Aktivitäten eines Unternehmens auf die Umwelt zu messen. Sie wurde 1996 initiiert und 2015 überarbeitet. Sie berücksichtigt bedeutende Umweltaspekte: Emissionen in die Luft, Ableitungen in Gewässer, Bodenkontamination, Abfallwirtschaft, Nutzung von Rohstoffen und natürlichen Ressourcen (siehe auch die ISO 14000-Normenreihe).

- ISO 26000: Diese Norm, die am 1. November 2010 veröffentlicht wurde, präzisiert die Integration der Normen für gesellschaftliche Verantwortung, Unternehmensführung und Ethik in einer umfassenderen Weise. Es handelt sich nicht um eine klassische Norm, sondern um einen Leitfaden mit Richtlinien, der Unternehmen und Organisationen angeboten wird und Gegenstand einer Bewertung sein kann (AFAQ 26000). Der Begriff der sozialen Verantwortung der Unternehmen wird in dieser Norm somit auf den Begriff der sozialen (oder gesellschaftlichen) Verantwortung der Organisationen (RSO) ausgeweitet.
- Die europäische EMAS-Norm (Umweltmanagement- und Umweltbetriebsprüfungssystem): Die Verordnung, die die Verfahren für die freiwillige Teilnahme von Unternehmen an diesem System zur Prüfung ihres Umweltmanagements und die öffentliche Bereitstellung der Ergebnisse detailliert beschreibt. Die Mitgliedsstaaten fördern EMAS auf ihrer Ebene. Es gibt ein EMAS-Logo.
- Die ISO 45001 Managementsysteme für Gesundheit und Sicherheit am Arbeitsplatz - Anforderungen und Leitlinien für ihre Anwendung (englisch: Occupational health and safety management systems -- Requirements with guidance for use), ist eine im März 2018 veröffentlichte internationale Norm, die die Anforderungen an ein Managementsystem für Gesundheit und Sicherheit am Arbeitsplatz (OHS, englisch: SST) festlegt.

#### Labels mit CSR-Bezug
Das aus den USA stammende B Corp-Zertifikat bietet ein CSR-Selbstbewertungsraster (das aus mehreren vordefinierten Rastern je nach Branche, Größe der Organisation und geografischem Gebiet ausgewählt wird). Die Führungskraft oder ihr Vertreter bewertet den CSR-Fortschritt der Organisation anhand verschiedener Kriterien selbst.
Daneben existieren auch andere Labels, die sich stärker auf lediglich einen Aspekt der CSR spezialisiert haben:
- Europäisches Umweltzeichen
- Forest Stewardship Council (FSC)
- Marine Stewardship Council (MSC)
- Fair-Trade-International
- Rainforest Alliance

## Modelle

### Strukturierung nach Hiß
CSR-Aktivitäten lassen sich auf verschiedene Weisen strukturieren. Eine mögliche Zuordnung erfolgt nach Hiß über die verschiedenen Verantwortungsbereiche eines Unternehmens.
Innerer Verantwortungsbereich
Der innere Verantwortungsbereich beschreibt die Verpflichtungen des Unternehmens gegenüber dem Markt (Wirtschaftlichkeit) sowie gegenüber dem Gesetz. Dieser Bereich lässt sich nur dann der CSR zuordnen, wenn auch hier eine Freiwilligkeit besteht. Diese liegt beispielsweise vor, wenn Gesetze strikt eingehalten werden, obwohl diese in einem Produktionsland üblicherweise nicht durchgesetzt werden, oder wenn Standortwechsel leicht möglich wären. In diesen Verantwortungsbereich fällt auch die Gewinnerzielung des Unternehmens. In der öffentlichen Diskussion wird vielfach die Meinung vertreten, CSR impliziere den generellen Verzicht auf unternehmerische Gewinne. Dem ist entgegenzusetzen, dass Unternehmen sich im Wettbewerb nicht leisten können, im Namen von CSR generell auf Gewinne zu verzichten und damit Wettbewerbsnachteile in Kauf zu nehmen. Es existieren natürlich Mittel der Gewinnerzielung, die mit CSR nicht vereinbar sind (etwa Vernachlässigung von Sicherheitsstandards, die Ausbeutung von Mitarbeitern oder Verletzung von Menschenrechten). Entsprechend ist die Frage nach dem Verhältnis von CSR und Gewinnerzielung differenziert zu betrachten. Zunächst einmal ist festzustellen, dass unternehmerische Gewinnerzielung im marktwirtschaftlichen System notwendig und auch gesellschaftlich erwünscht ist. Allerdings ist zwischen verantwortlicher und unverantwortlicher Gewinnerzielung zu unterscheiden. Unternehmen haben die Verantwortung, auf kurzfristige Gewinnerzielung zulasten von Dritten zu verzichten. Ein solcher Verzicht liegt im aufgeklärten Eigeninteresse von Unternehmen, da sich hierdurch bestimmte Vermögenswerte (etwa Integrität oder Glaubwürdigkeit) aufbauen lassen, die für die unternehmerische Kooperationsfähigkeit und die gesellschaftliche Akzeptanz („Licence to operate“) bedeutsam sind. Hier zeigt sich, dass es sich bei einem derartigen Verzicht auf kurzfristige Gewinnerzielung zulasten Dritter um eine Investition in die Bedingungen des langfristigen unternehmerischen Erfolgs handelt. So erfordert CSR einerseits Investitionen, zieht jedoch auf der anderen Seite ökonomische Erfolgswirkungen (Steigerung der finanziellen Performance, Kostensenkung) sowie nicht-ökonomische Erfolgswirkungen (Aufbau einer positiven Reputation, Risikovermeidung, Produkt- und Prozessinnovationen) nach sich.
Mittlerer Verantwortungsbereich
Der mittlere Verantwortungsbereich umfasst die Wertschöpfungskette des Unternehmens. Selbstverpflichtungen in Bezug auf die Einhaltung von Arbeits- und Umweltstandards, aber auch ein Lieferkettenmanagement (Supply-Chain-Management) fallen in diesen Bereich. Dabei erscheint der Stakeholderdialog für erfolgreiche CSR unerlässlich. Stakeholder sind Personen oder Institutionen, die ein berechtigtes Interesse an den Aktivitäten eines Unternehmens haben, oder von dessen Handlungen betroffen sind. Wichtige Stakeholder sind Eigen- und Fremdkapitalgeber, Arbeitnehmer und Gewerkschaften, Kunden und Lieferanten, Anwohner, Verbraucher- und Umweltschutzverbände, Regierungsorganisationen, Medien oder allgemein die Öffentlichkeit.
Im Rahmen von CSR ist der Dialog mit den Stakeholdern deshalb so wichtig, da sie diejenigen sind, auf die sich die unternehmerische Verantwortung beziehen muss. Insbesondere bei größeren, börsennotierten Unternehmen ist CSR mittlerweile eine wichtige Voraussetzung für gute Rating-Ergebnisse und den Zugang zu bestimmten Fonds bzw. Kapitalmarktsegmenten.
Äußerer Verantwortungsbereich
Auf dieser Ebene sind alle Aktivitäten angesiedelt, die durch die beiden zuvor genannten Verantwortungsbereiche nicht abgedeckt sind. Hierzu gehören die vielbeachteten Aspekte von CSR wie Spenden (Corporate Giving), Sponsoring oder das Freistellen von Mitarbeitern für soziale Aktivitäten (Corporate Volunteering). Der äußere Verantwortungsbereich entspricht dem Verständnis von Corporate Citizenship.

### Vier-Stufen-Pyramide nach Carroll
Archie B. Carroll teilt gesellschaftliche Verantwortung von Unternehmen in vier Ebenen:
1. Die ökonomische Verantwortung besagt, ein Unternehmen müsse mindestens kostendeckend wirtschaften.
2. Gesetzliche Verantwortung besagt, ein Unternehmen dürfe keinen illegalen Tätigkeiten nachgehen und müsse die gesetzlichen Bestimmungen befolgen.
3. Ethische Verantwortung beschreibt die Anforderung an das Unternehmen, fair und ethisch über die bestehenden Gesetze hinaus zu handeln
4. Die vierte Ebene wird als philanthropische Verantwortung bezeichnet, sie beschreibt karitatives gesellschaftliches Engagement über die gesellschaftlichen Erwartungen hinaus.

Die ersten beiden Ebenen muss ein Unternehmen, abgesehen von Ausnahmefällen, einhalten, um bestehen zu können (gesellschaftlich gefordert). Die dritte Ebene des sittlichen Handelns ist notwendig, um gesellschaftlich akzeptiert zu sein, sie ist jedoch nicht zwingend erforderlich (gesellschaftlich erwartet). Die vierte Ebene ist rein freiwillig, jedoch gesellschaftlich gewünscht. CSR umfasst prinzipiell alle vier Stufen. Die Vier-Stufen-Pyramide differenziert jedoch nicht nach ökologischen oder sozialen Aspekten, darüber hinaus besteht die Problematik, eine gemeinsame Erwartungshaltung aus einer modernen Gesellschaft ableiten zu können.

### Zwei Dimensionen nach Quazi und O’Brien

Zwei-Dimensionen-Modell von CSR nach Quazi und O’Brien

Quazi und O’Brien charakterisieren vier Sichtweisen von CSR, die in einem zweidimensionalen Diagramm aufgetragen werden (siehe Abbildung). Näherungsweise stimmig sind folgende Aussagen:
- Die klassische Sicht entspricht der ökonomischen Stufe nach Carroll.
- Die sozialökonomische entspricht einer Mischung der legalen und der ethischen Stufe nach Carroll.
- Die moderne Sicht entspricht der ethischen Stufe nach Carroll mit Einflüssen der Stakeholder-Theorie.
- Die philanthropischen Sichtweisen aus beiden Modellen entsprechen sich ebenfalls.

### Kernbereiche nach Carroll und Schwartz

Kernbereiche von CSR nach Schwartz und Carroll

Ein weiteres Modell stammt von Archie B. Carroll und Mark S. Schwartz. Hierbei wird CSR in drei Kernbereiche unterteilt: Die ökonomische, die ethische und die legale Verantwortung. Diese Kernbereiche bilden miteinander Schnittmengen, sodass sich sieben mögliche Kategorien von CSR ergeben (siehe Abbildung). Die ökologische Dimension wird in dieser Darstellung in die ethische eingeordnet.

## Umsetzung

### Durch die Unternehmen
Aufgrund veränderter Rahmenbedingungen (verbesserte Informations- und Kommunikationstechnologie, wachsende Anzahl von kritischen Nichtregierungsorganisationen und sich damit möglicherweise wandelnde Einstellungen bei Verbrauchern und Öffentlichkeit) setzen sich Unternehmen zunehmend mit CSR auseinander. Andernfalls würden sie Gefahr laufen die benötigte „Handlungsvollmacht“ der Gesellschaft zu verlieren. Als Reaktion auf die Problematik wächst die Anzahl spezialisierter Beratungsagenturen und CSR-Abteilungen. Während gemeinnützige Aktivitäten früher oft eher von den Neigungen des Führungspersonals abhingen, sind sie heute verstärkt Gegenstand strategischer Planung und werden enger mit anderen Aktivitäten der Öffentlichkeitsarbeit abgestimmt.
Entsprechende Konzepte sind:
- Integration in das Kerngeschäft: Mittelfristig erscheint es für eine glaubwürdige CSR unabdingbar, statt punktueller Aktivitäten und nebensächlicher Projekte, die tatsächliche strategische Verankerung im Kerngeschäft und die Neuausrichtung des Geschäftsmodells zu erreichen. Dies würde z. B. für eine Bank bedeuten, die Nachhaltigkeitswirkungen der Finanzprodukte in den Blick zu nehmen oder Mikrofinanzdienstleistungen zu entwickeln, die benachteiligten Bevölkerungsschichten selbsttragende wirtschaftliche Entwicklungen ermöglichen.
- Um eine gemeinsame Annäherung an das Thema CSR zu finden, schließen sich Unternehmen zu Netzwerken zusammen. Beispiele bekannter Netzwerke sind: econsense, Unternehmen: Aktiv im Gemeinwesen, CSR Europe sowie der UN Global Compact.
- Base of the Pyramid: Dieses Konzept (der Grund der Pyramide, bezogen auf die Einkommenspyramide) beschreibt die Einbeziehung der ärmsten Teile der Bevölkerung in die regulären Wirtschaftskreisläufe. Bei einer Verknüpfung mit CSR-Konzepten sollen sowohl die unternehmerische Wertschöpfung und die langfristige Armutsbekämpfung gefördert werden. Mögliche Ansatzpunkte ist hier ein Verhaltenskodex (Code of Conduct) mit Sozialstandards, einem Verbot von Kinderarbeit, Mindestlöhnen und ähnlichen. Dieser kann über ein nachhaltiges Lieferkettenmanagement (sustainable Supply-Chain-Management) auch an die Zulieferbetriebe weitergegeben werden.
- Kulturelle Vielfalt: Die zunehmende Globalisierung sorgt vermehrt dafür, dass Produktionsstandorte in Schwellen- und Entwicklungsländer verlegt werden. In diesen sind die Sozialgesetzgebungen und Sozialstandards in der Regel geringer als in den Industrienationen. Nichtregierungsorganisation (NGOs) und interessierte Konsumentenschichten erwarten jedoch von multinationalen Konzernen, dass diese auf einem weltweit relativ einheitlichen Sozialstandard produzieren. Daher kann es erforderlich sein, über die nationalen Gesetzgebungen hinaus, CSR-Aktivitäten zu betreiben, die auf die kulturellen Besonderheiten des entsprechenden Landes abgestimmt sind. Aber auch innerhalb eines Staates lassen sich Aspekte der kulturellen Vielfalt z. B. durch Diversity Management fördern.
- Ein weiterer Aspekt der Umsetzung von CSR liegt in der Rolle der Personalabteilungen (HR). Sie spielen eine zentrale Rolle bei der Integration sozialer Nachhaltigkeitsprinzipien in die Unternehmensführung und sind maßgeblich daran beteiligt, ESG-Kriterien (Environmental, Social, Governance) in den betrieblichen Alltag zu verankern. Dies umfasst insbesondere die Förderung fairer und transparenter Vergütungsstrukturen sowie die Schaffung sicherer und gerechter Arbeitsbedingungen. Guttmann (2024) betont, dass HR-Abteilungen durch solche Initiativen nicht nur zur sozialen Gerechtigkeit beitragen, sondern auch die langfristige Wettbewerbsfähigkeit des Unternehmens steigern können, indem sie Mitarbeitende stärker binden und die Attraktivität des Arbeitgebers erhöhen. So zeigt das Beispiel Vodafone, wie Unternehmen durch Maßnahmen zur Reduzierung des Gender Pay Gaps und die Einführung von Fair-Pay-Kulturen ihre soziale Verantwortung wahrnehmen.[69]
- Zur Erhöhung der Glaubwürdigkeit und Legitimität von Unternehmen können diese verbindliche Gütesiegel, Umwelt- und Sozialstandards schaffen und nutzen. Beispiele hierfür sind die EMAS-Verordnung, SA 8000, ISO 14001 oder Gütesiegel wie FSC, MSC oder der Blaue Engel.
- Die Zusammenarbeit mit Stakeholdern, vor allem mit Nichtregierungsorganisationen, kann für Unternehmen eine wichtige Unterstützung bei der Planung sowie bei der Ausführung von CSR-Aktivitäten sein und deren Glaubwürdigkeit ebenfalls erhöhen.
- Die Einführung verbindlicher Designrichtlinien zur Senkung des Material- und Energiebedarfs sowie zur Vermeidung von Abfällen und Emissionen können die Umweltbilanz verbessern.
- Corporate Volunteering: Beschreibt ein Konzept, bei dem Mitarbeiter für einen Teil ihrer Arbeitszeit freigestellt werden, um einem sozialen oder ökologischen Engagement nachzugehen. Diese Tätigkeit soll einerseits einen gesellschaftlichen Nutzen haben und andererseits den Aufbau sozialer Kompetenzen bei den Mitarbeitern und deren Bindungen zum Unternehmen fördern.[70] Die knappe Mehrheit eines von Apriori Business Solutions 2009 befragten Samples von Unternehmen erwartet zumindest implizit ein soziales Engagement ihrer Führungskräfte in Vereinen, Stiftungen o. ä. Hierin sollen sich soziale Kompetenz und Verantwortungsbewusstsein insbesondere von Mitarbeitern der Führungslaufbahnen manifestieren. Gleichzeitig erhoffen sich die Unternehmen davon eine positive Wirkung auf das eigene Unternehmen.[71]

Um gleichzeitig die Motivation der Beschäftigten zu fördern, werden CSR-Programme bevorzugt an den Standorten des jeweiligen Unternehmens durchgeführt.
Nach fünfjährigem Prozess wurde im September 2010 die ISO-Norm 26000 „Guidance on Social Responsibility“ verabschiedet. Die nicht zertifizierungsfähige Norm stellt eine Leitlinie dar, um das Bewusstsein für gesellschaftliche Verantwortung zu schärfen und eine einheitliche Terminologie zu fördern. Der Leitfaden bindet bereits vorhandene Ansätze für ökologische und soziale Verantwortung (ILO-Kernarbeitsnormen, GRI (Global Reporting Initiative), Global Compact etc.) ein und enthält viele Beispiele guter CSR-Praxis (Best Practices).

### Entlang der Supply Chain
Vorfälle wie der Einsturz der Rana-Plaza-Textilfabrik (2013), der mehr als 1000 Menschenleben gefordert hat, in der Textilbranche haben die Rolle der Lieferkette (supply chain) statt lediglich eines einzelnen Unternehmens als Gestaltungsobjekt von CSR stärker in den Vordergrund gestellt. Ansätze des Supply-Chain-Managements werden somit vermehrt zur Stärkung von CSR eingesetzt. Wieland und Handfield (2013) schlagen hierfür drei Maßnahmenkomplexe vor, um CSR entlang der Lieferkette sicherzustellen. So muss eine Auditierung von Produkten und Lieferanten stattfinden, diese Auditierung muss jedoch auch Lieferanten von Lieferanten mit einbeziehen. Zudem muss die Transparenz entlang der gesamten Lieferkette erhöht werden, wobei smarte Technologien neue Potenziale bieten. Schließlich lässt sich CSR durch Kooperationen mit lokalen Partnern, mit anderen Unternehmen der Branche sowie mit Hochschulen verbessern.

## Vorteile für Organisationen
Laut dem Consortium Report der Performance Group aus dem Jahr 1999 führen Maßnahmen zur gesellschaftlichen Verantwortung zu Vorteilen, die den Wert für die Aktionäre steigern. Diese Vorteile lassen sich in sechs Effekte unterteilen:
- Antizipation von Zwängen und Vermeidung von Risiken (soziale, ökologische, rechtliche …)
- Verringerung der Kosten, die durch den Verbrauch von Ressourcen oder die Erzeugung von Abfällen entstehen
- Innovation durch Steigerung der Qualität, des Service und der Wertschöpfung
- Differenzierung auf dem Markt und Steigerung des Markenwerts
- die Verbesserung des Firmenimage und bessere Kundenbindung
- höhere wirtschaftliche Leistungsfähigkeit.

## Kritik
Corporate Social Responsibility ist auch Kritik ausgesetzt. Diese beruht im Wesentlichen auf der Tatsache, dass Unternehmen (insbesondere börsennotierte Unternehmen) nach den Kriterien der Profitmaximierung wirtschaften und dabei für sie soziale oder ökologische Gesichtspunkte keine oder nur eine untergeordnete Rolle spielen. Viele Unternehmen würden Corporate Social Responsibility daher nur aus ökonomischen Gründen betreiben, und zwar auf eine Art und Weise, dass sie mit minimalen Kosten einen maximalen positiven Effekt für sich selbst erzielen. Es bestehen also Zweifel an der Aufrichtigkeit der Motive für ein Engagement im Sinne des CSR. Nach Ansicht der Kritiker setzen solche Unternehmen CSR-Aktivitäten nicht „um der Sache selbst“ willen, sondern aus einem oder mehreren der folgenden Gründe um:
Verbesserung des eigenen Images
Ein Unternehmen setzt CSR-Aktivitäten um und hebt diese (beispielsweise in seiner Werbung) als eines seiner herausragenden Merkmale hervor. Das Ziel ist ein verbessertes Ansehen des Unternehmens in der Bevölkerung (und oft ein damit einhergehender gesteigerter Gewinn). Die Ausgaben für die Werbung können in solchen Fällen die Kosten für die Umsetzung der CSR-Aktivitäten um ein Vielfaches übersteigen. Kritik wird besonders an solchen Unternehmen geübt, die von der CSR-Aktivität abgesehen durch ihre sonstigen Handlungen ökologisch oder sozial nicht nachhaltig sind. Im Bezug auf ökologische Nachhaltigkeit spricht man in einem solchen Zusammenhang von Greenwashing.
Vorbeugung gegen die Schaffung von Gesetzen
Aufgrund der weltweit steigenden Nachfrage nach ökologisch und sozial nachhaltig produzierten Gütern und der wachsenden Erwartung der Gesellschaft an die Unternehmen, ethisch korrekt zu wirtschaften, wächst auch die Wahrscheinlichkeit, dass immer mehr Länder Gesetze einführen, die die Unternehmen zu solch einem Handeln zwingen. Nach Ansicht der Kritiker wird daher CSR von einigen Unternehmen umgesetzt, um der Schaffung solcher Gesetze vorzubeugen, da diese für die Unternehmen mit wesentlich höheren Kosten verbunden wären als wenn sie sich selbst freiwillig engagieren. Kritiker vergleichen dies mit einem Ablasshandel, einer Botschaft der Unternehmen an die Politik und Bürger: „wir kümmern uns drum, wir brauchen keine Regeln und ihr Konsumenten könnt in Ruhe bei uns einkaufen.“
Vermeidung von Folgekosten von Pannen und Unfällen
Ökologisch und sozial nicht nachhaltiges Handeln kann zu Pannen, Unfällen oder sonstigen Unglücken führen, deren Folgen für das verantwortliche Unternehmen mit erheblichen Kosten verbunden sind, die die gesparten Kosten bei weitem übersteigen. Aus diesem Grund sind CSR-Aktivitäten für solche Unternehmen auch vom finanziellen Gesichtspunkt aus sinnvoll und werden nach Ansicht der Kritiker auch nur aus finanziellen Gründen durchgeführt. Beispiele für Vorfälle, die die Umsetzung von CSR zur Folge hatten, sind das Tankerunglück der Exxon Valdez von 1989, oder die Rückrufaktion von mit Blei belastetem Spielzeug von Mattel im Jahr 2007.